# Henri Murger

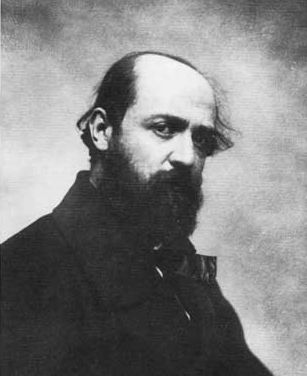
Henri Murger (1854)

Henri Murger (* 27. März 1822 in Paris; † 28. Januar 1861 ebenda) war ein französischer Schriftsteller.

## Leben
Seine Jugend verbrachte Henri Murger unter den Buveurs d’eau („Wassertrinkern“), einer Gruppe von Bohémiens im Pariser Quartier Latin. In seinem berühmtesten Werk Scènes de la vie de bohème tauchen, häufig kaum verschleiert, seine realen Freunde auf, z. B. Charles Barbara. Dieses Buch – auf Deutsch teils auch unter dem Titel Zigeunerleben bekannt, etwa in der Übersetzung von Walter Heichen – bildete 1896 die Vorlage für die Oper La Bohème von Giacomo Puccini und, ein Jahr später, für die gleichnamige Oper von Ruggiero Leoncavallo, ferner für die Operette Das Veilchen vom Montmartre von Emmerich Kálmán.
Murger starb im Alter von nur 38 Jahren im damaligen Maison Dubois, dem heutigen Hôpital Fernand-Widal.

## Werke

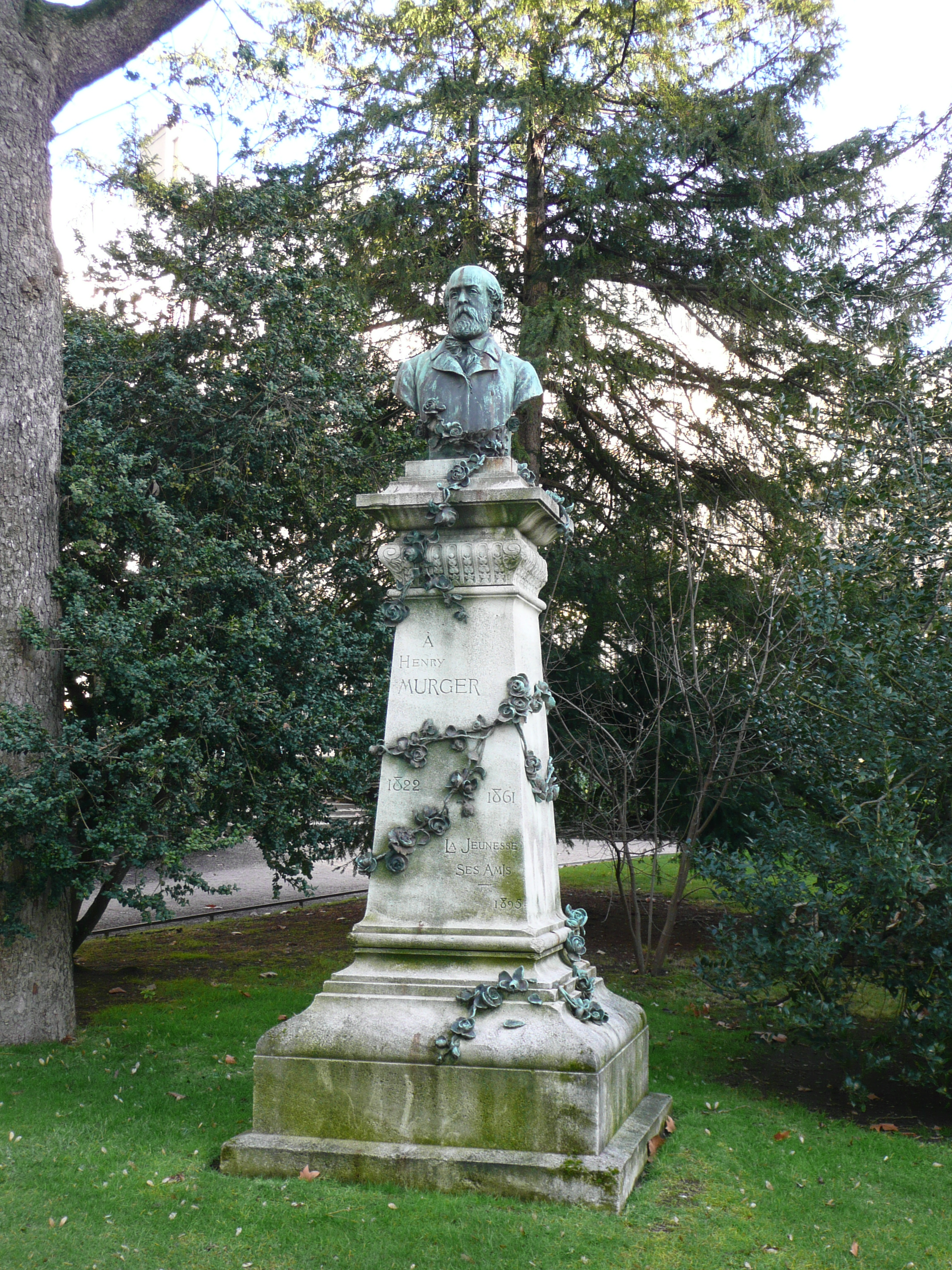
Büste Murgers im Jardin du Luxembourg

- Scènes de la vie de bohème (1847–49)
  - Boheme. Szenen aus dem Pariser Leben. Steidl, Göttingen 2009, ISBN 978-3-86521-884-1 (Übersetzung von Ilse Linden, Berlin 1923; Motive verfilmt unter Mimi (1926) sowie Das Leben der Bohème aus dem Jahr 1992)
  - Die Boheme. Szenen aus dem Pariser Künstlerleben. Übersetzung Felix Paul Greve und Frontispiz Franz von Bayros. Leipzig 1906
- Scènes de la vie de jeunesse (1851)
- Le Pays latin (1851)
- Propos de ville et propos de théâtre (1853)
- Scènes de campagne (1854)
- Le Roman de toutes les femmes (1854)
- Ballades et Fantaisies (1854)
- Les buveurs d’eau (1854)
- Le dernier rendez-vous (1856)
- Les Nuits d’hiver (1856)
- Les vacances de Camille (1857)
- Le Sabot rouge (1860)
- Madame Olympe (1860)